# The Broken Butterfly
The Broken Butterfly è un film muto del 1919 sceneggiato, prodotto e diretto da Maurice Tourneur.

## Trama
In Canada, vagabondando per i boschi, Marcene Elliot incontra Darrell Thorne, un compositore alla ricerca di ispirazione. Rimasti colpiti uno dall'altra, i due si abbandonano alla passione. Il forte sentimento che prova, ispira la musica di Darrell, che compone una sinfonia dedicata alla donna. Le chiede anche di accompagnarlo a New York alla prima, ma lei si tira indietro, temendo le ire di sua zia Zabie che non approverebbe la loro relazione,
Passa qualche tempo e Marcene dà alla luce una bambina. I rimproveri della zia e la depressione la inducono a tentare il suicidio. Quando Darrell ritorna, Zabie gli annuncia la morte di Marcene. Infelice, il musicista comincia a viaggiare per alleviare la sofferenza. In Francia, sulla Riviera, dove deve dirigere la sua sinfonia, incontra la sorella del suo perduto amore. I due si sposano. Ma, quando torna a casa, Darrell scopre che Marcene è ancora viva, anche se sta morendo di crepacuore. Ancora innamorato, l'uomo le chiede di sposarlo dopo che la moglie lo avrà lasciato libero. La giovane donna muore felice. Darrell e la moglie si riconciliano e, insieme, alleveranno la figlia di Marcene.

## Produzione
Fu il quinto film prodotto dalla Maurice Tourneur Productions, una piccola casa di produzione creata dal regista francese che, dal 1918 al 1924, produsse una ventina di pellicole.
Alcune fonti moderne attribuiscono le scenografie a Ben Carré, abituale collaboratore di Tourneur.

## Distribuzione
Distribuito dalla Robertson-Cole Distributing Corporation, il film uscì nelle sale cinematografiche USA il 1º novembre 1919.